# Кошки в исламе

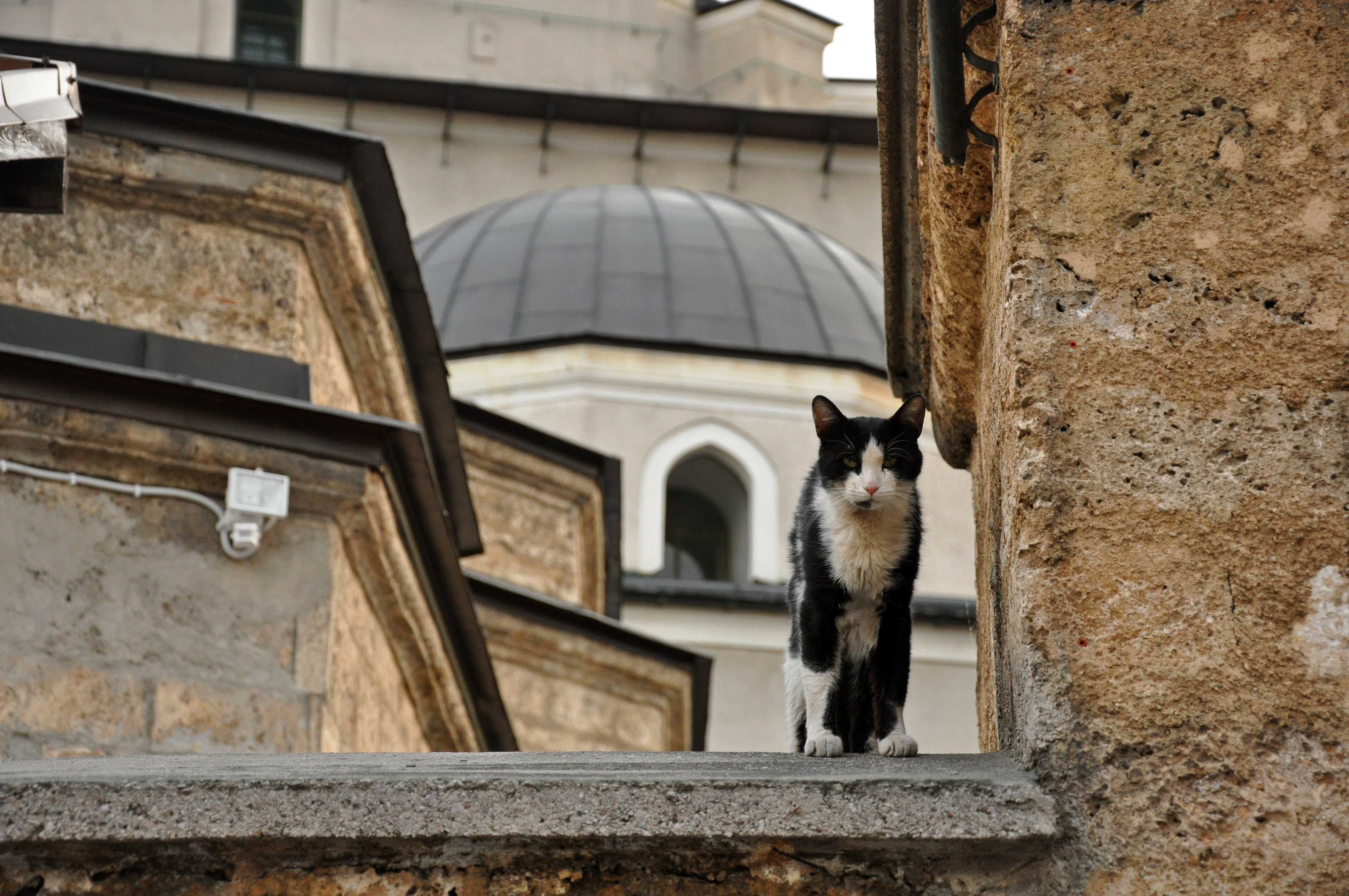
Бездомная кошка рядом с мечетью Гази Хусрев-бега в Сараево,
Босния и Герцеговина

Кошки почитаются в исламе за их чистоплотность, они считаются «квинтэссенцией домашнего животного».

## Истоки отношений

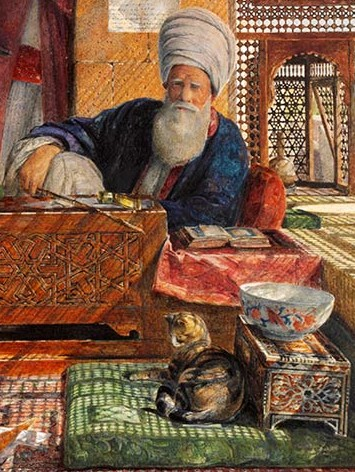
Кошка лежит на подушке рядом с имамом в каирской школе. Фрагмент картины Джона Фредерика Льюиса

Кошки почитались на Ближнем Востоке с глубокой древности. В исламе тоже зародилась такая традиция, хотя и в сильно изменённом виде. Согласно многим хадисам, исламский пророк Мухаммед запретил гонения и убийства кошек.
Один из сподвижников Мухаммеда Абу Хурайра получил своё прозвище (араб. أبو هريرة‎, дословно — «отец котят») за свою привязанность к кошкам. По его словам, он слышал рассказ Мухаммеда о благочестивой женщине, которая отправилась в ад за жестокость с кошкой: она связывала её верёвкой, отказывала ей в пище и воде, пока кошка не умерла. 
Согласно легенде, кот Абу Саида спас Мухаммеда от змеи.

## История
Американский поэт и путешественник Байярд Тейлор (1825—1878) был поражён, когда увидел сирийскую больницу, где свободно разгуливают кошки. Учреждение, которое также служило приютом для кошек, поддерживалось за счёт вакфа, заработной платы смотрителей, ветеринарной помощи и кошачьего корма. Эдвард Уильям Лейн (1801—1876), британский востоковед, проживавший в Каире, описал кошачий сад, построенный в XIII веке при Бейбарсе I, чьи европейские современники придерживались совершенно иного отношения к кошкам, поедая или убивая их в соответствии с папскими указами. Уилфрид Тесайджер в своей книге «Озёрные арабы» отмечает, что кошкам разрешалось заходить в общественные здания в деревнях на болотах Месопотамии, их подкармливали. Помимо защиты зернохранилищ и продовольственных магазинов от вредителей, кошки ценились за охоту на мышей, которые уничтожали книги. По этой причине кошки часто изображаются на картинах рядом с исламскими учёными и библиофилами. Средневековый египетский зоолог Аль-Дамири (1344—1405) писал, что первая кошка была создана, когда Аллах заставил льва чихнуть, после того как животные на Ноевом ковчеге пожаловались на мышей.

## Гигиена и кастрация
В исламе кошками восхищаются за их чистоплотность. Считается, что они ритуально чисты, и поэтому им разрешено входить в дома и даже в мечети, включая Аль-Харам. Пища, которую пробуют кошки, считается халяльной в том смысле, что потребление ими пищи не делает её недопустимой для мусульман, а вода, из которой пили кошки, разрешена для вуду (омовения, совершаемого мусульманами). Кроме того, среди некоторых мусульман существует поверье, что кошки ищут молящихся людей.
Мусульманские учёные расходятся во мнениях по вопросу кастрации животных. Большинство, однако, утверждают, что кастрация кошек разрешена, но при условии, что от этого будет какая-то польза и если это не приведёт к её смерти. Мухаммад ибн Салих аль-Усеймин, суннитский имам Саудовской Аравии XX века, проповедовал:
Если кошек слишком много и они доставляют неудобства, и если операция не причинит им вреда, то в этом нет ничего плохого, потому что это лучше, чем убивать их. Но если кошки — обычные кошки и не доставляют неприятностей, возможно, лучше оставить их в покое в деле размножения

## Муизза
Многие мусульмане верят, что Муизза (араб. مُعِزّة‎) была любимой кошкой Мухаммеда. По легенде, Мухаммед однажды проснулся от азана и стал готовиться к молитве; однако обнаружил, что его кошка Муизза спит на рукаве его молитвенного халата. Вместо того, чтобы разбудить её, он ножницами отрезал рукав, не побеспокоив кошку. Другая история гласит, что по возвращении из мечети Муизза поклонилась Мухаммеду. Он улыбнулся и трижды нежно погладил кошку, даровав всем кошкам умение приземляться только на лапы. В хадисах или других работах нет упоминания о такой кошке или связанной с ней истории, но есть и приписываемые одному аравийскому святому VI века похожие истории, которые могут объяснить происхождение этой истории.